# I cento passi
I Cento Passi é um filme italiano de 2000, dirigido por Marco Tullio Giordana, sobre a vida de Giuseppe "Peppino" Impastato, um ativista contra a máfia na Sicília. A história se passa em Cinisi, na província de Palermo, cidade natal da família Impastato. Cem passos é a distância da casa da família até a do chefão da máfia, Tano Badalamenti.

## Trilha Sonora
- "The House of The Rising Sun" - Animals
- "A Whiter Shade of Pale" - Procol Harum
- "Summertime" - Janis Joplin e Jimi Hendrix.

## Elenco
- Luigi Lo Cascio: Peppino Impastato
- Luigi Maria Burruano: Luigi Impastato
- Lucia Sardo: Felicia Impastato
- Paolo Briguglia: Giovanni Impastato
- Tony Sperandeo: Gaetano Badalamenti
- Andrea Tidona: Stefano Venuti
- Claudio Gioè: Salvo Vitale
- Domenico Centamore: Vito
- Antonino Bruschetta: cugino Anthony
- Paola Pace: Cosima
- Pippo Montalbano: Cesare Manzella

## Premiações
- David di Donatello 2001:
  - Melhor Ator (Luigi Lo Cascio)
  - Melhor Ator Coadjuvante (Tony Sperandeo)
  - Melhor Figurino (Elisabetta Montaldo)
  - Melhor Roteiro

- Festival de Veneza 2000:
  - CinemAvvenire: Melhor roteiro
  - Pasinetti: Melhor filme
  - Nomeado ao Leão de Ouro

- Nomeado ao Globo de Ouro em 2001 na categoria Melhor Filme Estrangeiro.